# Křižíkovi vodoskoci
Křižíkovi vodoskoci (češki: Křižíkova světelná fontána), vodoskoci u Holešovicama u Pragu. Ime su dobili u čast glavnog inženjera Františeka Křižíka. Izgrađeni su po otvaranju Prve češke industrijske izložbe za habsburšku dinastiju 1891. godine. Vodoskoci se nalaze u bazenu dimenzija 25x45 m i obujma 1 650 m3. Prelijevanje svjetla u duginim bojama koje se posebno ističe u večernjim satima omogućuje 1 248 podvodnih svijetala. Ugrađeno je 3 000 mlaznica iz kojih vodotoci isporučuju 50 pumpi. U 20. stoljeću vodoskoci su rekonstruirani. Radove je vodio Z. Stašek.
U današnjici se 40-minutne predstave (spoj glazbe, svjetla i vode) izvode svaki puni sat počevši od od 20 h (20 h, 21 h, 22 h i 23 h). Ulaznica košta 230 čeških kruna (10 eura). Djeci do 6 godina starosti ulaz je besplatan. U programu su raznorazne baletne i vodene izvedbe. Sjedala za gledatelje kojih može stati 6 000 nalaze se u amfiteatru.

## Vanjske poveznice
- Službena stranica  Arhivirana inačica izvorne stranice od 13. prosinca 2011. (Wayback Machine)